# Acier naturel
L'acier  naturel est le métal obtenu par les procédés d'affinage de l'acier à partir de fonte, en la chauffant avec du charbon de bois, au-delà de 900 °C dans une atmosphère oxydante et de manière à en brûler une partie du carbone.

## Histoire des techniques
La plus grande partie de l'acier marchand provenait au Moyen Âge des régions rhénanes, en quelques dizaines de centres renommés, à proximité de Trêves ou de Clèves, de Cologne ou de Mayence. Les minerais de fer spathiques du pays de Siegen donnaient des fontes grises et des fontes blanches lamelleuses, affinées par les plus anciennes aciéries de Solingen. A proximité, les mines de fer, aux minerais spathiques et manganésifères, du Stahlberg se caractérisent par des fontes lamelleuses propres à la fabrication d'acier et de fer renommé. Les minerais de fer alpins de Styrie, de Carinthie et du Tyrol permettaient aussi la fabrication de grandes quantités d'acier naturel, induisant en aval la fabrication locale de faux, armes, couteaux, limes, râpes et autres outils ou objets tranchants de taillanderie, à côté des cuirasses, casques, et autres lames de ressort, bandages, essieux de charronnerie etc..
Mais c'est plus tardivement au XVe siècle que se développent les principales techniques dites locales d'obtention d'acier naturel : méthodes catalane, wallonne, comtoise, osmonde, bergamasque, champenoise, etc. On recense, en effet, 6 ou 7 types de modes opératoires, sans parler des variantes locales selon la qualité de la fonte, laquelle dépendait étroitement du minerai utilisé (avec ou sans phosphore, notamment).
Suivant les méthodes, l'acier est plus ou moins hétérogène et chargé en scories : on procède alors à un cinglage pour améliorer les caractéristiques du métal. Cette opération a donné le nom de forge à toutes les usines exploitant ce procédé. Ce procédé a disparu progressivement après l'invention du puddlage dans lequel un four à réverbère chauffe la fonte.

### Acier naturel, une description française de la fin duXVIIIesiècle
L'acier naturel est celui obtenu de la fonte par simple fusion : il est décrit en 1793 dans l'Avis aux ouvriers en fer, sur la fabrication de l'acier par Berthollet, Monge et Vandermonde. Il porte aussi le nom de ses principales contrées d'importation, à savoir l'acier d'Allemagne. C'est un matériau assez variable, beaucoup plus que l'acier de cémentation. Poli, il présente des surfaces ternies par des cendrures, des fibres, des filandres. Il est parfois facile de découvrir, avec la pointe d'un burin, des veines de fer, d'où sa description classique en "étoffes naturelles". C'est pourquoi les tranchants formés en acier naturel sont moins facilement égrenés, que cet acier soutient mieux le recuit, qu'il a plus de corps en terme technique et qu'il est plus facile à travailler. La ténacité et le corps de ce matériau métallique permet de réaliser des couteaux robustes et forts.

### Préparation
La fonte grise, qui doit sa couleur au charbon qu'il contient, doit être débarrassée de son gaz oxygène. La conversion de cette fonte charbonnée en acier s'explique par la combinaison de ce charbon (sic pour carbone) avec le fer. Par contre, une fonte blanche retirée du fourneau, parfaitement capable de donner par affinage un fer de bonne qualité, ne peut être convertie en acier. Il faut d'abord en augmentant les proportions de charbon dans la charge du fourneau la transformer en fonte grise.
L'aspect de la fonte est souvent trompeur. Une fonte grise réduite en plaques, subissant un refroidissement rapide, prend une teinte blanche. Mais l'homme de l'art sait qu'elle convient toujours. L'affinage de la fonte en acier nécessite une action minime de l'air et une protection par des scories du contact avec l'air. Différente de l'affinage qui mène au fer, cette opération préserve le charbon en partie, pour qu'il puisse se combiner avec le fer, engendrant ainsi l'acier. L'autre partie du charbon intervient dans la séparation de l'oxygène encore incorporé dans la fonte. Le petit foyer, disposant d'une tuyère inclinée, est recouvert de poussier de charbon, humecté et battu pour que la poudre adhère autour du foyer. Des scories légères, aisément fusibles, sont ajoutées, la fusion est rapide et la fonte devenue coulante s'enfonce dans le bain, toujours recouvert de scories protectrices. La partie charbonneuse de la fonte ainsi protégée permet l'obtention de l'acier naturel. Mais les techniques de Styrie et de Carinthie diffèrent sensiblement.
Pour produire le bon acier de Styrie, la fonte réduite en plaques minces est refondue à l'affinerie. On y refond aussi des loupes ordinaires, que l'opérateur a laissé se former par macération au fond du fourneau et qui, brasquées avec de la charbonnaille et recouvertes de laitier, présentent déjà un caractère d'acier. L'affinage des plaques ou des masses divisées est conduit avec précaution sans apport excessif d'air. L'étirement de l'acier à chaud permet d'obtenir des barreaux, rapidement trempé dans l'eau. Le préparateur qui casse les barreaux distingue facilement les parties d'acier, acier tendre ou acier dur, de celles qui ressemblent plus à du fer malléable ou encore de la fonte cassante. Un assemblage de douze ou quinze morceaux, superposés les uns sur les autres, constitue un paquet de forge ou une trousse, placées entre deux plaques d'acier mou. Un fourneau de forge en permet le forgeage, imposant un nouvel étirement en barreau de qualité plus uniforme.
L'acier de Carinthie, le plus réputé et par ailleurs le plus abondant, d'Allemagne, dont la production a été décrite avec méticulosité par le citoyen Hassenfratz, passe par la formation de plaques plus minces ou feuillets de fonte et une double fusion de la loupe obtenue. Ces feuillets de fonte sont moulés directement par la coulée du haut fourneau.